# Parafia Niepokalanego Poczęcia Najświętszej Maryi Panny w Resku
Parafia pod wezwaniem Niepokalanego Poczęcia Najświętszej Maryi Panny w Resku – parafia rzymskokatolicka należąca do dekanatu Resko, archidiecezji szczecińsko-kamieńskiej, metropolii szczecińsko-kamieńskiej. Siedziba parafii mieści się w Resku przy ulicy Bohaterów Monte Cassino.

## Sanktuarium
Sanktuarium Matki Bożej Niepokalanej w Resku (Sanktuarium Matki Boskiej Reskiej)

## Kościół parafialny
Kościół pw. Niepokalanego Poczęcia Najświętszej Maryi Panny w Resku
Kościół parafialny pw. Niepokalanego Poczęcia Najświętszej Maryi Panny wybudowany został w stylu gotyckim w XIV-XV wieku

## Kościoły filialne i kaplice
- Kościół św. Stanisława Kostki w Iglicach[1]
- Kościół św. Teresy od Dzieciątka Jezus w Komorowie[1]
- Kościół Niepokalanego Serca Najświętszej Maryi Panny w Łabuniu Wielkim[1]
- Kościół Ducha Świętego w Łosośnicy[1]
- Kościół w Gardzinie[1]
- Kaplica w DPS[1]
- Kaplica w szpitalu[1]